# Örkényi Strasser István
Örkényi Strasser István (Szentes, 1911. február 6. – Kiskunhalas, 1944. október 11.) magyar szobrászművész.

## Élete
Zsidó családban született. Anyja korán meghalt, apja Strasser Sándor városi adóügyi tanácsnok volt. Tehetsége korán megnyilatkozott, a várostól kapott ösztöndíj segítségével végezte el 1932–1933-ban a budapesti Képzőművészeti Főiskolát, ahol Sidló Ferenc növendéke volt. 1935-től vett részt kiállításokon. 1935-ben és 1937-ben is kitüntették a Szinyei Merse Pál Társaság Tavaszi Szalonján, 1938-ban elnyerte a Wolfner Gyula-díjat. Részt vett a Képzőművészek Új Társaságának (KÚT) Nemzeti Szalonban rendezett kiállításán. 1940-ben még kiállított a Műcsarnokban, később már csak az Országos Magyar Izraelita Közművelődési Egyesület (OMIKE) képzőművészeti kiállításain.
Számos portrét készített megrendelésre. Honoráriumából 1939-ben a budapesti Alkotmány u. 19. szám (vagy 9. szám) alatt művészeti szabadiskolát nyitott, mely 1943-ig állt fenn. Bernáth Auréllal közösen vezetett esti iskoláját főként olyan fiatalok látogatták, akik származásuk, illetve az ún. zsidótörvények miatt nem kerülhettek be a főiskolára.
Varga Sándorral együtt 1942-ben Fiatalok művészete címen könyvet állított össze, „hogy a tehetséges fiatal művészek munkáit bemutassam a műértő és műpártoló zsidóságnak.” Az összeállításban szerepelt többek között Gábor Marianne, Gedő Ilka, Glück Félix, Friedman Jenő, Földes Péter Mihály.
1941-től több alkalommal behívták munkaszolgálatra. Kijevben honvédtisztek portréit mintázta, így mentesült a nehéz fizikai munka alól. Ahhoz a 101/322. sz. munkásszázadhoz tartozott, melynek tagjait 1944. október 11-én SS-katonák és nyilas érzelmű magyar segítőik lemészárolták a kiskunhalasi vasútállomáson.
Műveiből 1947-ben a budapesti Fókusz Galériában rendeztek emlékkiállítást (Jándi Dávid műveivel közösen) és 1969-ben szülővárosában, a szentesi Koszta József Múzeumban. „Korai klasszicizáló, majd expresszív-dinamikus szobrai”-nak legnagyobb részét a beavatottak is csak képről ismerhetik. Hagyatékának gipszszobrai egy 1994-ben készült interjú idején az örökösöknél porladtak.
Somlyó Zoltánt ábrázoló szobrát 1982-ben állították fel a budapesti Városligetben. A szobor eltűnt, 2009 óta sorsa ismeretlen.